# Нижний Отар
 Нижний Отар — деревня в Сабинском районе Татарстана. Входит в состав Корсабашского сельского поселения.

## География
Находится в северо-западной части Татарстана на расстоянии приблизительно 13 км на северо-запад от районного центра поселка Богатые Сабы у речки Малая Мёша.

## История
Основана во второй половине XVII века. В начале XX века упоминалось о наличии мечети, мектеба и почтового отделения.
В «Списке населенных мест по сведениям 1859 года», изданном в 1866 году, населённый пункт упомянут как казённая деревня Нижние Отары 1-го стана Мамадышского уезда Казанской губернии. Располагалась при речке Отарке, по правую сторону почтового тракта из Мамадыша в Казань, в 100 верстах от уездного города Мамадыша и в 33 верстах от становой квартиры во владельческом селе Кукморе (Таишевский Завод). В деревне, в 46 дворах жили 314 человек (151 мужчина и 163 женщины), были мечеть, почтовая станция.

## Население
Постоянных жителей было: в 1859—298, в 1897—484, в 1908—591, в 1920—569, в 1926—572, в 1938—532, в 1949—392, в 1970—321, в 1979—259, в 1989—257, 245 в 2002 году (татары 100 %), 218 в 2010.